# 土屋岩保

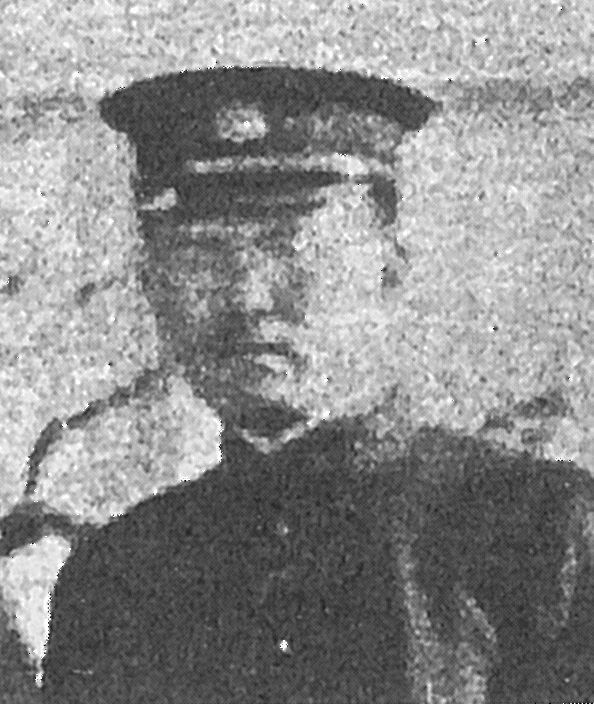
土屋岩保

土屋 岩保（つちや いわほ、1874年（明治7年）4月16日 – 1928年（昭和3年）8月22日）は、日本の衆議院議員（新正倶楽部）。内科医。

## 経歴
山梨県東八代郡祝村（現在の甲州市）で土屋順周の次男として生まれる。1901年（明治34年）、東京帝国大学医科大学を卒業し、同大学の助手となった。1907年（明治40年）より1909年（明治42年）までドイツに留学し、ハレ大学、ベルリン大学で学んだ。1911年（明治44年）、医学博士号を授与。同年、侍医に任命され、皇太子（後の大正天皇）の診察にあたった。
1921年（大正10年）、侍医を辞して医院を開業し、その傍ら日本住血吸虫症の研究にあたった。その後、赤坂区医師会長を務めた。
1927年（昭和2年）、衆議院議員に補欠当選を果たした。
1928年卒去。享年54歳。墓所は青山霊園1-イ-10-12で、親族の侍医三浦省軒家の墓と共にある。

## 親族
住所：赤坂区赤坂田町６ノ６
- 妻：孝子　1890年5月〜　
静岡県士族田中董丘の次女　日本女子大学校英文科出身
- 長男：博雅　1907年5月〜　三浦省軒の養子
- 長女：百合　1910年3月〜　
博雅と共に三浦省軒の養子となる。
- 次男：博次　1911年7月〜
- 三男：博光　1912年9月〜
- 二女：淳子　1916年5月〜
- 三女：ナヽ  1921年8月〜